# Rafael Santos (calciatore 1942)
Rafael Santos (Buchardo, 17 giugno 1942 – Junín, 19 luglio 2017) è stato un calciatore argentino, di ruolo attaccante.

## Biografia
Ritiratosi dal calcio giocato, ha intrapreso l'attività di procuratore sportivo, assistendo giocatori come Carlos Bianchi o Delio Onnis.

## Carriera
Ha totalizzato 164 presenze e 58 reti in sei stagioni di massima divisione francese, vincendo due titoli nazionali consecutivi con la maglia del Nantes.

## Palmarès
- Campionato francese: 2

Nantes: 1964-1965, 1965-1966